# Morten Bøe
Morten Bøe (7 de diciembre de 1971) es un deportista noruego que compitió en tiro con arco, en la modalidad de arco compuesto.
Ganó cuatro medallas en el Campeonato Mundial de Tiro con Arco al Aire Libre, en los años 2001 y 2005, una medalla en el Campeonato Mundial de Tiro con Arco en Sala de 2005 y dos medallas en el Campeonato Europeo de Tiro con Arco en Sala, en los años 2010 y 2011.

## Palmarés internacional
| Campeonato Mundial al Aire Libre | Campeonato Mundial al Aire Libre | Campeonato Mundial al Aire Libre | Campeonato Mundial al Aire Libre |
| Año                              | Lugar                            | Medalla                          | Prueba                           |
| -------------------------------- | -------------------------------- | -------------------------------- | -------------------------------- |
| 2001                             | Pekín (China)                    | Medalla de oro                   | Equipo                           |
| 2001                             | Pekín (China)                    | Medalla de bronce                | Individual                       |
| 2005                             | Madrid (España)                  | Medalla de plata                 | Individual                       |
| 2005                             | Madrid (España)                  | Medalla de plata                 | Equipo                           |
| Campeonato Mundial en Sala       |                                  |                                  |                                  |
| Año                              | Lugar                            | Medalla                          | Prueba                           |
| 2005                             | Aalborg (Dinamarca)              | Medalla de bronce                | Individual                       |
| Campeonato Europeo en Sala       |                                  |                                  |                                  |
| Año                              | Lugar                            | Medalla                          | Prueba                           |
| 2010                             | Poreč (Croacia)                  | Medalla de plata                 | Individual                       |
| 2011                             | Cambrils (España)                | Medalla de bronce                | Individual                       |